# 貳叄書房
貳叄書房（英語：jisaam.books）是香港的一間獨立書店，於油麻地、中環各設分店一間，由兩名曾就讀香港浸會大學的女生—Sherry及阿翹於2019年10月創立。:219
貳叄書房的成立與該店的創辦人之一Sherry在中學時期「想開書店」的想法息息相關。該店的設計結合了图书、音乐、艺术三種元素，除了售賣與文史哲有關的書籍外，亦為造訪者提供付費的飲品服務。:84, 88-89

## 歷史與命名由來
該店「貳叄」一名出自創辦人Sherry和阿翹於大學時期的宿舍房間編號「23」（當時二人一同住於同一個宿舍房間內）。
2019年，香港爆發反對逃犯條例修訂草案運動，連串的警民衝突事件增加她們的情緒壓力，覺得要讓香港市民有休息的空間。此時，Sherry和阿翹亦快將大學畢業，正盤算著畢業後的工作，在「喜愛的職業」與「能否有穩定的收入」這兩點之間猶疑不決。阿翹察覺到其任職的音樂公司於油麻地租下了一個單位，而該址相鄰的一個單位當時丟空。阿翹將單位相片傳送予Sherry，她看過後亦對此感覺不俗，「開書店」的決定亦因而產生。:84
貳叄書房於同年10月正式營運，當時Sherry仍是在讀的大學生。
2021年4月，該店以日本漫画《xxxholic》為主題，於荔枝角香港工業中心開設分店，並劃出空間供活動及共享工作之用，分店於2023年3月結業。:91同年，該店出版由趙曉彤撰寫的《翔：雀陸香港》，並於同年7月以書攤形式，在灣仔富德樓舉行的「獨立出版迷你書展」中參展，而同場參展的獨立書店計有序言書室、一拳書館等。

## 書店特色
有別於香港其他書店，該店的擺設融合了图书、音乐、艺术三種元素，並四處散佈於書店各處。油麻地店的地板及部份書櫃是由創辦人親身製作及舖設，而其朋友亦製作一些裝飾、擺設，並於店內展示；礙於資金有限，她們只能從二手市場入手選購部份書櫃，並安置於店內。除了於店舖中央放置沙發外，亦於近窗一端擺放多張布製坐墊，供造訪者坐下休息、看書。:219:82, 88
在選書方面，該店在開業初期以售賣文學、历史及哲学類（合稱「文史哲」）的二手書籍為主，其後售賣台灣、香港兩地的出版書籍，而選書工作則由該店員工負責；該店亦有販售日本文庫本。:86, 88-89
在書店營運上，該店創辦人因擔憂自己無法應付營運書店的成本，故有聘請兼職員工處理書店日常運作，以便騰出時間予各創辦人透過其他工作彌補開支，而她們亦會於部份時間到書店幫忙。:219:85, 89

## 債務問題
在2023年11月，早有不同獨立書店在網上發文暗指貳叄書房欠債問題，情況嚴重高達6位數字，嚴重影響香港獨立書業的運作，同時向他人借錢不還，以「跌電話」、「銀行帳戶被凍結」、「支票刻意寫錯名」為由拖欠債款。同月7日，前店主Joyce在社交平台發文證實貳叄書房的債務問題，並稱不認同「借錢不還、欺瞞他人的行為」。
貳叄書房於11月14日回應，聲稱「書店並沒有欠書款」，指前店主Joyce是受薪處理「聯絡書商及合作夥伴的工作」，書商發票都是經由店主Joyce處理，並以螢幕截圖通知另外兩位老闆付清，直到2023年7月兩位老闆才正式接手Joyce的聯絡工作，因為「資訊不流通的情況」所以才和業界產生誤會，將矛頭指向已離職的店主Joyce，並強調書店「從沒做出仼何刻意拖欠書款的行為」。
貳叄書房的聲明發表後，先後有書店直斥貳叄書房「大話連篇」，一拳書館直指貳叄書房「無恥地將責任推落已離開的前夥伴身上，以圖開脫行騙行為」，並解釋前店主Joyce早於2022年將聯絡書商的責任轉交於另外兩位老闆。獵人書店也發文補充貳叄書房在前店主Joyce出Post後才還款予發行商、書商，「已知受影響單位與我提及的對口均並非Joyce，而在打聽後也聽過Joyce同樣也是受害者」，批評貳叄書房的聲明是「刻意誤導」。前店主Joyce再次撰文回應，展示多項證據指出貳叄書房絕非如聲明所言「沒有欠書款」，自己也早在2022年時完成交接工作，更提及書店拖糧、欠租問題。
貳叄書房其後一直未有回應，直到12月12日發佈道歉啟事，承認曾因財政困難向朋友借款，並沒有在承諾的還款期內清還借款 ，解釋「低估了我們遲還款對朋友造成的影響」。部分網民批評「太遲道歉」，更質疑為何在道歉啟事上曝光前店主Joyce的全名。

## 未來發展
貳叄書房在開業之時，正處於反對逃犯條例修訂草案運動之時，隨後香港亦爆發2019冠狀病毒病疫情（2021年1月，因旺角一帶出現多宗2019冠狀病毒病確診個案，政府曾於該區進行俗稱「封區」的「限制與檢測宣告」，令該店曾停業達半個月），加上書店在社會上被認為是一種「夕阳产业」，令人質疑在這個時期開設書店是否恰當，甚至有指該店在不遠的將來便會面臨結業命運。據創辦人指出，她們曾經有一種「結業」的想法，皆因在不能於書店舉行任何活動的情況下，該店「書籍零售」的營運方式受同類網路購物平台所競爭，加上無人得知2019冠狀病毒病疫情何時才會完結，對於經營者而言是一種擔憂。她們亦指出，該店在這種環境中仍能屹立不倒，正是告知大眾經營書店並非想像般虛幻、不切實際。:90
然而，油麻地店位處的地段租金不低，更可能面臨租金上漲的風險。即使創辦人曾指出會租下該處附近的單位，並改名為「貳叄肆書房」，並計劃於2020年底達成:220，但她們在2021年的一個訪問時指出，油麻地店之搬遷要視乎續約時的租金水平而定，假若最終要搬遷，亦希望新店面積更大，且能夠提供予造訪者坐下休息、舉辦活動的空間。
縱然香港的經濟環境受上述因素所影響，但據該店創辦人表示，除了打算建立網站、繼續既有的舊書交換活動，並舉辦更多文藝活動外，亦有意循增加藏書量的方式。

## 備註
1. ↑  有書籍（如《香港舊書店地圖（增訂版）》）誤稱該書店於2018年10月創立。

## 外部連結
- 貳叄書房的Facebook專頁
- 貳叄書房的Instagram帳戶